# 긴털대서양나무쥐
긴털대서양나무쥐 또는 토마스대서양나무쥐(Phyllomys medius)는 가시쥐과에 속하는 남아메리카 설치류의 일종이다. 작은 포유류로 나무 위에서 생활하는 수상성 동물이다. 브라질 토착종으로 상파울로와 포르투알레그리, 리우데자네이루 근처 숲에서만 발견된다.